# Trichocolletes soror
Trichocolletes soror  is een vliesvleugelig insect uit de familie Colletidae. 
De soort komt voor in West-Australië aan de kust nabij Geraldton.